# Inmigración sueca en Canadá
La inmigración sueca en Canadá es el movimiento migratorio proveniente de Suecia en Canadá. El término sueco-canadiense (en inglés: Swedish Canadian; en sueco: Svensk-kanadensare) se refiere a un ciudadano naturalizado canadiense oriundo de Suecia o teniendo ascendencia sueca. La comunidad "sueco-canadiense" en Canadá está compuesta por una cifra que va desde las 330.000 -334.765 personas. La gran mayoría de ellos residen al oeste del Lago Superior, principalmente en Winnipeg, Calgary, Edmonton y Vancouver. Toronto es el lugar más popular para los suecos recién llegados. A pesar de tener una presencia influyente y un lazo cultural distintivo, sólo aproximadamente 20.000 canadienses de ascendencia sueca hablan sueco.

## Historia
Unos pocos suecos se asentaron en Canadá, incluso antes de convertirse en un país en el año 1867, pero la primera ola real de la inmigración propiamente dicha comenzó a finales de 1890 y terminó con el estallido de la Primera Guerra Mundial en 1914. En este grupo había un número significativo de agricultores que se habían establecido por primera vez en los Estados Unidos.
El primer sueco, Jacob Fahlström, llegó a Canadá en 1809, como empleado de la Compañía de la Bahía de Hudson. Fue sucedido en 1812 por otro caballero de Suecia, quien estuvo acompañado por otros dos hombres de Noruega e Irlanda para poblar la Colonia Red River en la parte baja de Manitoba. Una oleada mucho más sustantiva de colonos suecos emigraron a Canadá desde los Estados Unidos entre 1868 y 1914, a medida que la tierra para la agricultura se fue haciendo más y más escasa en América. Las malas cosechas en su país de origen entre 1866 y 1868 alentaron un éxodo similar proveniente de Suecia.
La segunda y más grande oleada, que se produjo durante la década de 1920, sufrió tanto la depresión de la década de 1930 como la Segunda Guerra Mundial (1939-45). La tercera oleada, aunque no tan numerosa, se ha mantenido estable desde 1950.
El patrón de los inmigrantes en Canadá difiere ligeramente de su contraparte en los Estados Unidos. Considerando que la mayoría de los inmigrantes suecos llegados a los Estados Unidos son del centro-sur de Suecia, una parte significativa de los inmigrantes suecos en Canadá son de la región de Estocolmo y el norte de Suecia.
A medida que la situación económica fue mejorando después de la Segunda Guerra Mundial, la tasa de emigración general de Suecia disminuyó considerablemente. Muy parecido a los últimos emigrantes suecos que se encuentran en otras partes del mundo, muchos de los recién llegados están conectados con las empresas suecas, y no tienen intención de permanecer en el país de forma permanente.

## Principales asentamientos
La mayoría de los suecos se establecieron en el oeste de Canadá, desde el norte de Ontario hasta la Columbia Británica. Sólo había un puñado de comunidades estrictamente suecas, siendo la más pionera Escandinavia, Manitoba, en 1885 y Estocolmo, Saskatchewan, en 1886. El Censo de Canadá muestra que los inmigrantes suecos podrían encontrarse dispersos en todas las provincias y territorios, con gran presencia en las zonas rurales y en algunos pueblos y ciudades.
Winnipeg actuó como la capital sueca de Canadá hasta la década de 1940 cuando se le «traspasó» el cargo de este título a Vancouver. Un número significativo de suecos vive en Calgary y Edmonton y en sus alrededores, pero es en el área metropolitana de Toronto donde se concentra la mayoría de los recién llegados, pues allí se localiza una de las mayores concentraciones de negocios suecos de América del Norte.
Hay más de 175 lugares con toponimia sueca en Canadá, que incluyen a Uppsala (Ontario), Estocolmo (Saskatchewan) y Thorsby (Alberta).

## Asimilación
La adaptación a las costumbres de un país nuevo nunca es fácil, pero la mayoría de los suecos lo consideraron un objetivo primordial para lograr el éxito. Los primeros inmigrantes hicieron todo lo posible para dominar el inglés, y al mismo tiempo, apoyar a un número bastante grande de periódicos de lengua sueca, entre ellos dos semanarios. La única revista sueca en América del Norte hoy en día, The Swedish Press, publica fuera de Vancouver, Columbia Británica. Los inmigrantes recientes que han aprendido inglés en las escuelas suecas no tienen este problema.
Los suecos están acostumbrados a cuatro estaciones distintas. Aunque Suecia se encuentra muy al norte (en el hemisferio occidental se situaría en el centro de la bahía de Hudson), la corriente del Golfo modifica su clima dramáticamente. La razón por la que muchos suecos se establecieron en las praderas no se debía a que el panorama era similar, sino porque la tierra estaba disponible. El escudo canadiense, con sus rocas, árboles y lagos, es el paisaje que más se parece al de Suecia.